# 超探偵事件簿 レインコード
『超探偵事件簿 レインコード』（ちょうたんていじけんぼ レインコード）は、スパイク・チュンソフトより2023年6月30日に発売されたゲームソフト。
2024年7月18日に全てのダウンロードコンテンツを含んだPlayStation 5・Steam・Xbox Series X/S移植版『超探偵事件簿 レインコード プラス』が発売された。

## あらすじ
第0章 アマテラス急行殺人事件
ある駅の一室で目覚めた少年は、自分に関する記憶を喪失していた。持っていた手紙から、自分がユーマという名前の「世界探偵機構」に所属する探偵であること、アマテラス急行に乗ってカナイ区に向かう予定であることを知り、ギリギリで急行列車に乗車する。列車内で他の探偵たちと合流するが、彼らは予定されていた集合人数より1人多いことを訝しみ、疑い合うことになってしまう。体調が悪くなったユーマは一人お手洗いへと向かうが、そこで自分に取り憑いた死に神ちゃんが姿を現す。死に神ちゃんによると、自分は何らかの契約を死に神ちゃんと結び、その代償として記憶を失ったのだという。混乱するユーマだったが、すでに怪事件の幕は上がり始めていた。
プロローグ 世界探偵機構 VS アマテラス社
カナイ区に到着したユーマは、カナイ区在住の探偵・ヤコウの経営する探偵事務所に案内され、カナイ区に派遣された他の超探偵の4人、ハララ、デスヒコ、フブキ、ヴィヴィアと引き合わされる。そこでヤコウから、自分が超探偵ではなく、研修中の探偵見習いであることを聞かされ、落ち込むユーマ。そこに、「世界探偵機構」のトップ・ナンバー1から連絡が入る。彼は「カナイ区最大の秘密」を探り、「世界最大の未解決事件」を解決するよう指令を出すのだった。
第1章 連続密室殺人鬼クギ男
カナイ区に伝わる都市伝説「クギ男」になぞらえた連続殺人事件が発生していた。そして4件目の犯行が行われるが、ついに犯人と目される男が逮捕される。しかし、彼の息子は父親の無実を信じており、たまたま知り合ったユーマとハララに事件の解決を依頼する。
第2章 暗黒少女の沈黙
ヤコウにより朝食の買い出しを命じられたユーマと死に神ちゃんは、誰かに尾行されている気配を感じる。捕まえてみると、それは超探偵に憧れる女子高生・クルミだった。彼女は「カナイ区最大の秘密」に関する情報と引き換えに、半年前に起きたクルミの親友・アイコの自殺についての調査を依頼する。依頼を引き受けたユーマは、デスヒコと共にクルミが通うエーテルア女学院を訪れる。ちょうどアイコが所属していた演劇部の練習公演が行われており、観劇するユーマたち。しかし、劇のクライマックスで毒入りの飲物をあおる演技をした女生徒が、本当に血を吐いて死んでしまった。駆け付けた保安部がクルミを犯人として逮捕しようとするのを止めるべく、ユーマたちは事件を調査することになるのだった。
第3章 探・偵・失・格
保安部により夜行探偵事務所が爆破され、ユーマはマコトと名乗る仮面の男に助けられたが、他のメンバーの行方が分からずにいた。そして間もなく、ユーマはアマテラス社に反旗を翻すレジスタンスに誘拐される。リーダーのシャチからのレジスタンスへの勧誘をユーマは断るが、街中に保安部を監視するためのカメラの設置を依頼される。その依頼の最中にフブキと再会するが、他のメンバーは一向に見当たらない。そして全てのカメラの設置が終わらせたが、間もなく1個目に仕掛けたカメラの位置で爆発が発生。そしてユーマは保安部から、テロリストとして指名手配されることになってしまう。真意を問いただすべくユーマはレジスタンス組織のアジトへ向かうが、そこでシャチが銃で死んでいる現場を発見する。
第4章 キミのすべてが0(零)になる
本格的に「カナイ区最大の秘密」についての調査を開始したユーマたちだったが、一向に手がかりが見つからない。ユーマがマコトに情報を求めると、他のメンバーに秘密にすることを条件に、ユーマのみアマテラス社内の地下研究室に案内することを約束する。しかし地下研究室では、研究責任者のウエスカ博士への殺人予告が届いたために、保安部や夜行探偵事務所のメンバーが集まっていた。絶対的なセキュリティの奥に引きこもっているから安全だと豪語する博士だったが、ユーマたちとの通話中に異変が発生。セキュリティを掻い潜って博士のいる部屋に入ると、そこにいたのは背中を刺された博士の死体だった。
第5章 そしてボクもいなくなった
眠らされたユーマがクルミと共に目を覚ますと、そこはカナイ区で「立入禁止区域」に指定されている廃村だった。そこには今までの事件の死者がゾンビのようになって徘徊し、ユーマたちに襲いかかって来る。逃げるうちに工場のような施設に迷い込むが、そこには「カナイ区最大の秘密」に関する情報が眠っていた。
エピローグ RAIN CODE
事件の決着がつき、落ち着きを取り戻したカナイ区。世界探偵機構の面々を見送るべく、クルミは夜行探偵事務所へと赴く。

## 登場人物

### 主要人物

#### 世界探偵機構
ユーマ＝ココヘッド
声 - 福原かつみ
このゲームの主人公。世界探偵機構に所属する探偵見習い。自分に関するあらゆる記憶を喪失している。性格は臆病で、記憶も能力もない自分に自信が持てずにいた。しかし、困っている人を見ると放っておけない性格でもあり、次第に自分の正義を貫こうとする意志の強さとなっていく。
第0章では他者の探偵特殊能力を感知でき、第1章からは手をつないだ相手の探偵特殊能力を自分も使うことができる「能力共有」の能力を発現する。
死に神ちゃん
声 - 鈴代紗弓
世界探偵機構の書庫にあった「死神の書」に封印されていたという死神。一人称は「オレ様ちゃん」。契約者であるユーマのことを「ご主人様」と呼び、ユーマを一人前の探偵とするための教育係を自称している。彼女の興味の対象は基本的にユーマしかなく、他の男性には全く靡かないほか、ユーマがクルミやフブキなどの女性と仲良くすると分かりやすく嫉妬する態度を見せる。
普段はマスコットの幽霊のような見た目をしているが、謎迷宮の能力を発動するとゴシック風のドレスを着たツインテールの美少女の姿になる。
ヤコウ＝フーリオ
声 - 子安武人
世界探偵機構に所属する探偵。カナイ区に在住しており、区内で唯一の探偵事務所「夜行探偵事務所」を経営している。アマテラス社保安部との衝突を避けたいがために、消極的な行動が目立つ。死に神ちゃんからは「モジャモジャ頭」と呼ばれる。
探偵特殊能力は所持していない。
ハララ＝ナイトメア
声 - 石川由依
世界探偵機構に所属する超探偵。性格は冷静沈着で、ロジックによる推理を得意とし、格闘術にも長けている。その一方で金にこだわり、自分への依頼料として高額の金銭を請求するほか、ギャンブルで金を巻き上げようとすることもある。その厳しい態度から、死に神ちゃんからは「悪魔ちゃん」と呼ばれる。
探偵特殊能力は「過去視」で、事件の第一発見者が目にした現場の光景を自分も見ることができる。条件は自分が事件現場にいることと、第一発見者の情報を知っていること。
デスヒコ＝サンダーボルト
声 - KENN
世界探偵機構に所属する超探偵。スター探偵を目指しており、調査と称して女性に対してナンパを頻繁に行っている。性格は明るく前向きだが、殺人事件担当ではないため死体を見ることに慣れていない。第2章で共に事件を捜査してからはユーマのことを「マイメン」と呼び、対等な関係となる。
探偵特殊能力は「変装」で、持参するリュックには様々な衣装やメイク道具・変声機などが入っており、これを駆使して性別・体格関係なく別人そっくりになり替わることができる。自分に対してはもちろん、他人に対して施すことも可能。
フブキ＝クロックフォード
声 - 大西沙織
世界探偵機構に所属する超探偵。世界の標準時を管理するクロックフォード家の令嬢でもあり、社会勉強の為に両親によって世界探偵機構に入れられたという。冒険家兼探偵を自称しており、様々な場所に冒険に行った経験があるとのこと。抜群の美貌とスタイルとは裏腹に性格は平和主義者かつ天然で、一般常識や金銭感覚が周囲と一致せず困惑させる。死に神ちゃんからは「箱入りビッチ」と呼ばれるが、「箱入り」と呼ばれることには嫌悪感を示す。
探偵特殊能力は「時戻し」で、一定の時間を戻し、行動をやり直すことができる。ただし、一度巻き戻した時間より過去に戻ることは不可能。
ヴィヴィア＝トワイライト
声 - 梅原裕一郎
世界探偵機構に所属する超探偵。狭い場所で本を読むのが好きで、よく文学的な表現を交えて話す。平穏な生活が何より尊いと思っており、あまり自分から積極的に行動しない。「いつか死にたい」が口癖。死に神ちゃんからは「貧血ヴァンパイア」と呼ばれる。
探偵特殊能力は「幽体離脱」で、物理法則を無視した霊体となって行動することができる。弱点は、肉体の方は完全な無防備の状態になること。
ナンバー1
声 - 神谷明
世界探偵機構の最高責任者。世界中の犯罪者から狙われているため、表舞台に出ることは稀。カナイ区に到着した超探偵たちに、「カナイ区の未解決事件の解決」という指令を下した。

#### アマテラス社
ヨミー＝ヘルスマイル
声 - 松岡禎丞
アマテラス社保安部部長。片目を隠した赤髪が特徴。「カナイ区の正義」を自称し、外部から来て事件を解決しようとするユーマたちと真っ向から対立する。
非常に残忍な性格で、カナイ区民や部下を切り捨てることに全く躊躇がない。
スワロ＝エレクトロ
声 - 伊藤静
アマテラス社保安部副部長。ヨミーの秘書としての役割も果たす、眼鏡をかけた美人。ヨミーからは「愛する右腕」と呼ばれ、自身もヨミーに心酔している。
スパンク＝カッツォーネル
声 - 高木渉
アマテラス社保安部社員。金に汚く、駅でユーマを捕まえようとした際も金目の物を持っていないかを気にしていた。
セス＝バロウズ
声 - 内田雄馬
アマテラス社保安部捜査課長。陰気な性格のため声が小さく、メガホンを部下に持たせて会話する。
ギヨーム＝ホール
声 - 佐倉綾音
アマテラス社保安部テロリスト対策班班長。ハイテンションな少女で、早口でまくし立てるのが特徴。星座占いが趣味。
ドミニク＝フルタンク
声 - 落合福嗣
アマテラス社保安部テロリスト対策班副班長。巨大な手甲のようなものを身に着けている大柄な男。無口な性格で、常にギヨームに付き従っている。
マコト＝カグツチ
声 - 種﨑敦美
アマテラス社最高責任者。カナイタワーの最上階に住んでいる。常に仮面をつけているが、つけている理由についてははぐらかしている。カナイ区のことを世界一愛していると公言し、現在の保安部の横暴については心を痛めているという。

### 第0章
プッチー＝ラヴミン
声 - 堀江由衣
アマテラス急行に乗り込んだ超探偵。ヘッドホンをした少女。内向的で人付き合いに慣れていない。
探偵特殊能力は「超聴覚」で、集中することで半径500メートル程度のあらゆる音を聞き取ることができる。心音までも聞こえるため、誰かが隠れていないか調べるということも可能。
ジルチ＝アレクサンダー
声 - 関智一
アマテラス急行に乗り込んだ超探偵。理知的な性格だが、やや人を見下しているような態度を取る。
探偵特殊能力は「動物調査」で、四足歩行の動物を使役し、人間の入り込めない場所で調査をさせることができる。
メラミ＝ゴールドマイン
声 - 田村ゆかり
アマテラス急行に乗り込んだ超探偵。ユーマのことを気遣う優しい性格だが、服についてはこだわりがある。
探偵特殊能力は「降霊術」で、死者が着用していた衣服を着ることで、自分を依代にした降霊を行うことができる。
エイフェックス＝ローガン
声 - 森久保祥太郎
アマテラス急行に乗り込んだ超探偵。怒りっぽい性格で、急にやってきたユーマを最初に怪しんだ。
探偵特殊能力は「生命体探知」で、半径50メートル程度の範囲に存在する生命体の位置を感知することができる。
ザンゲ＝イレイザー
声 - 秋元羊介
アマテラス急行に乗り込んだ超探偵。右目に眼帯をした貫禄のある老人。一人称は「本官」。
探偵特殊能力は「念写」で、自身の記憶にある光景を写真としてスマートフォンなどのカメラに映すことができる。保持時間は48時間程度だが、別の媒体にコピーすれば永久に残る。

### 第1章
少年
声 - 泊明日菜
今回の事件の依頼人。時計屋を営む父親が「クギ男」として逮捕された。父親の無実を信じて、ユーマたちに捜査を依頼する。キャッチボールが趣味。
神父
声 - 藤原貴弘
教会で働く神父。「クギ男」の伝承に出てくる森の管理をしている。穏やかな性格で、街の人々から悩みを聞く活動も行っている。
シスター
声 - ふじたまみ
教会で働くシスター。「デスメタル聖歌」を開発している。その活動の一環でベースを弾いていた時に誤って右腕を怪我してしまった。
使用人
声 - 林大地
教会で働く使用人。大柄だが、性格は弱気。事件当時、焼却炉の掃除を担当していた。
信者
声 - 花輪英司
教会の信者。オカルトに造詣が深い。都市伝説だった「クギ男」の出現に興味を持ち、被害者の行方を追いかけることで常に事件の第一発見者となっている。

### 第2章
クルミ＝ウェンディー
声 - 戸田めぐみ
エーテルア女学院生徒。祖父から引き継いだ「カナイ区唯一の情報屋」を自称している。超探偵への憧れが強く、特に初めて会って親身になってくれたユーマに懐いている。
アイコの自殺の真実について調べるため、最近になって演劇部に入部した。
カレン
声 - 上田瞳
今回の事件の被害者。エーテルア女学院生徒で、演劇部に所属している。お金持ちのお嬢様だが、演技の実力は折り紙付き。アイコに代わる演劇部の次期スター候補生だった。練習公演では主演の一人・ナターシア役を演じていた。
ワルナ
声 - 高野麻里佳
エーテルア女学院生徒で、演劇部に所属している。派手なメイクとわがままな性格が特徴。粗削りだがどんな役でも熟せる万能型の天才肌。数人の取り巻きとしか行動せず、他の演劇部員からはかなり怖がられている。そのせいで、性格の暗い部員や彼女を恐れている部員達からはハッキリと嫌われており、中には無視したりこっそりと陰口を言う生徒もいる。一方で、取り巻きからは絶大な信頼を寄せられており、彼女達からはとても慕われている様だ。練習公演では主演の一人・アナトリー役を演じていた。
ヨシコ
声 - 和氣あず未
エーテルア女学院生徒で、演劇部に所属している。優しく優等生のしっかり者。演劇部全体のまとめ役で、部内では次期スター候補生であるカレンよりも圧倒的に人気が高い。多くの演劇部員達から慕われており、中には彼女に好意を抱いている生徒もいる。ただし、一部の部員達からはその人気っぷりを妬まれて敵視されており、ヨシコ本人も役者としてのプライドを持っている為、演劇部員の全員と仲が良いと言う訳ではなさそうだ。練習公演では演出助手を担当していた。
クラネ
声 - 田所あずさ
エーテルア女学院生徒で、演劇部に所属している。役者としての実力はカレンにも負けず劣らずトップクラスで、個性派な演技で人気を博しているが、普段は無愛想で影が薄い。周囲から浮いていることも相まって、一部の演劇部員からはかなり嫌われており、あからさまに嫌悪しながら塩対応する部員もいれば、会話することすら拒んでガン無視する部員もいる。ただ、面倒見は良いので彼女を慕う部員も一定数はいる。練習公演では裏方として照明を担当していた。
アイコ
クルミの親友で故人。エーテルア女学院生徒で、演劇部に所属していた。演劇部のスターとして毎回主演を担当するほど演劇の才能に溢れていたが、半年前に屋上からの飛び降り自殺で死亡したとされている。
女教師
声 - 近藤唯
エーテルア女学院の教師。デスヒコが変装する際のモデルにされた。

### 第3章
シャチ
声 - 津田健次郎
今回の事件の被害者。ドーヤ地区に拠点を構えるレジスタンス組織のリーダー。豪快な性格だが仲間思いで、組織での信頼は厚い。アマテラス社の打倒をモットーにしているが、組織としては非暴力を訴えている。
サーバン
声 - 葉山翔太
レジスタンスの幹部の一人。機械いじりが趣味で、組織に役立つ機器の開発や物資の調達を担当している。機械に関する話題には饒舌になる傾向がある。
イカルディ
声 - 伊藤健太郎
レジスタンス幹部の一人。元は水泳競技のエキスパートだったため、水没したドーヤ地区での運び屋として活動している。性格はサバサバしている。
マーグロー
声 - 西村知道
レジスタンス幹部の一人。カマサキ地区で骨董屋を営んでいる老人。元アマテラス社の社員で経理を担当していたが、汚職の罪を被せられる形で辞職に追い込まれた過去を持つ。
イルーカ
声 - 赤﨑千夏
レジスタンス幹部の一人。元は射撃競技のエキスパートだったため、銃の知識に詳しく、組織内でも武器の調達を担当している。レジスタンス組織においても、銃を撃ちたいという思いが強い。

### 第4章
ウエスカ博士
声 - 山路和弘
今回の事件の被害者。アマテラス社地下研究所の研究主任。研究分野は兵器開発。人を信用しない頑固な性格で、数か月前から強固なセキュリティに守られた研究室に引きこもっている。
奇殺師フィンク
声 - 岡井カツノリ
凄腕の殺し屋。殺しの依頼を確実に遂行することで有名。
ロボット研究者
声 - 飛田展男
アマテラス社地下研究所の研究者。研究分野はロボット工学。子供向けロボット「アマたん」の開発に心血を注ぐ。ウエスカ博士とは反りが合わない。

## 用語
世界探偵機構
世界中の超探偵・探偵・探偵見習いが多数所属している組織。「全世界の未解決事件の撲滅」を謳っており、世界中に拠点となる探偵事務所を持っている。
一定以上の能力を持っていると見なされた者には組織に所属する証として「探偵証」が発行される。
超探偵
探偵の中でも特に、捜査や犯罪者捜索に役立つ「探偵特殊能力」を有した探偵を指す。世界探偵機構内ではこの探偵特殊能力を育成するためのプログラムも実施しているが、全員が発現するわけではない。
カナイ区
3年前から鎖国を宣言し、他との外交・通信を一切避けている自治区。一年中雨が降り続いていることが特徴。肉まんが名物で、各地区にある屋台はどこも大人気。
アマテラス社
カナイ区に本社を構える大会社。取り扱っている製品は日用品から薬品、兵器まで多岐にわたる。黒い噂も絶えないが、世界中へ影響力を持つため他機関からの介入を受けずにいる。鎖国中のカナイ区にとってアマテラス社の売上げで区民の生活が維持できているため、カナイ区の実質的支配権を握っている。
現在はその中でも保安部の力が強く、警察のような役割も担っているが、捜査自体は杜撰で区民の不満が密かに高まっている。
謎迷宮
死に神ちゃんの能力で異世界に生成される迷宮。対象の事件に関する謎が具現化した迷宮を生成し、それを攻略することで事件の真相を突き止めることができる。迷宮に入ることができるのは、死に神ちゃんと契約しているユーマと、ユーマと能力共有をしたことのある人物のみである。
ユーマのみが振るうことができる「解刀（かいとう）」と呼ばれる刀と、事件の手がかりを具現化した「解鍵（かいかぎ）」を組み合わせることで、謎を解いていく。
迷宮内では、謎を解かれたくないと思っている人物の姿を模した「謎怪人（なぞかいじん）」が出現し、謎の解明を妨害することもある。
謎がすべて解明されると真犯人の魂が露出し、死に神ちゃんがその魂を狩ることで現実世界のその人物は死亡する。

## ダウンロードコンテンツ
ダウンロードコンテンツとして探偵達を主役としたエピソードが制作され、2023年7月27日にデスヒコ編『カリスマ探偵VS怪盗九尾の猫』、8月31日にフブキ編『フブキの最高に幸運な1日』、9月28日にハララ編『Raining Cats & Dog』、10月26日にセットでヴィヴィア編『臨死探偵』 / ヤコウ編『ありがとう、私の探偵さん』が発売された。

## メディアミックス

### 小説
本作の予約特典として、「超探偵のなり方 ヤコウ＝フーリオの場合」が封入された。作者は小泉陽一朗。本作の登場人物であるヤコウの過去が描かれている。また「超探偵事件簿 レインコード プラス」のPlayStation 5版には予約特典として「超探偵のなり方 ハララ＝ナイトメアの場合」が、パッケージ版では冊子、ダウンロード版ではデジタルノベルとして封入される。作者は北山猛邦。本編の前日譚として、本作の登場人物であるハララの過去が描かれる。
また、ノベライズとして篠宮夕による『超探偵事件簿 レインコード オレ様ちゃんはお嫁さん!?』と、綾里けいしによる『超探偵事件簿 レインコード ユーマを待ちながら』が刊行された。どちらもゲームにはないオリジナルのストーリーで、『オレ様ちゃんはお嫁さん!?』は死に神ちゃんが実体化したことから始まる長編、『ユーマを待ちながら』は本編の前に超探偵達がそれぞれ関わった事件を描いた短編集となっている。

#### 書誌情報（小説）
- 篠宮夕（著）・スパイク・チュンソフト（原作・監修）・おむたつ（イラスト） 『超探偵事件簿 レインコード オレ様ちゃんはお嫁さん!?』 KADOKAWA〈富士見ファンタジア文庫〉、2023年8月20日初版発行（2023年8月19日発売[4]）、ISBN 978-4-04-075109-2
- 綾里けいし（著）・スパイク・チュンソフト（原作・監修）・花澤明（イラスト） 『超探偵事件簿 レインコード ユーマを待ちながら』 KADOKAWA、2023年8月30日初版発行（同日発売[5]）、ISBN 978-4-04-737581-9

### 漫画
公式Twitterおよび公式サイトにて、まご作画による4コマ漫画が掲載された。
週刊コロコロコミックにて、ゲーム発売日と同日にぱげらった作の漫画「超外伝事件簿レインコード」が公開された。全2話。死に神ちゃんが普段から美少女の姿でいるなど、一部原作とは違う設定がある。
月刊コミックジーン2023年8月号から2024年4月号まで、紺野ぱる作のコミカライズが連載された。全2巻。

#### 書誌情報（漫画）
- 紺野ぱる（漫画）・スパイク・チュンソフト（原作） 『超探偵事件簿 レインコード』 KADOKAWA〈MFコミックス ジーンシリーズ〉、全2巻（2024年3月26日）
  1. 2023年8月25日発売[8][9]、ISBN 978-4-04-682597-1
  2. 2024年3月26日発売[10]、ISBN 978-4-04-683421-8